# 150. strelska divizija (ZSSR)
150. strelska divizija «Idrickaja» (izvirno (rusko 150-я стрелковая дивизия 'Идрицкая'); kratica 150. SD) je bila strelska divizija Rdeče armade v času druge svetovne vojne. 
Divizija se je vpisala v vojaško zgodovino predvsem po tem, da so njeni pripadniki kot prvi izobesili sovjetsko zastavo na poslopje Reichstaga med bitko za Berlin. 

## Zgodovina
Divizija je bila ustanovljena septembra 1939 v Vjazmi kot del 9. armade. Udeležila se je bojev proti nemški invaziji in bila (po drugi bitki za Harkov) uničena maja 1942 pri Izjumu. Ponovno je bila ustanovljena avgusta 1942 v Turgi; pozneje je bila še drugič uničena.
Tretjič je bila ustanovljena septembra 1943 pod okriljem 34. armade. Zgodaj leta 1944 je bila premeščena k 6. gardni armadi in nato dokončno k 79. strelskemu korpusu, ki je bil v sestavi 3. udarne brigade 1. beloruske fronte. V sestavi slednje se je divizija udeležila bojev od Nevela do Berlina.
22. aprila 1945 je bila divizija izbrana kot ena od 9 divizij v 3. udarni brigadi, ki so prejele sovjetsko zastavo z izključnim namenom, da jo dvignejo nad Reichstag. 2. maja 1945 je to uspelo dve vojakoma iz divizijskega 756. strelskega polka; dogodek je ovekovečil vojni fotograf Jevgenij Ananjevič Haldej. 
Pozneje se je izkazalo, da je bila zastava izobešena že prej, a zaradi premalo svetlobe in dima ni bilo možno fotografirati; posledično so dogodek ob primernem času ponovili. Haldej je bil s fotografijo takoj poslan v Moskvo, kjer pa so se odločili, da identiteta obeh mož ni politično korektna. Tako so ju preimenovali v Melitona Kantariana (Gruzinca) in Mihaila Jegorova (Rusa).
Decembra 1946 so divizijo razpustili.

## Sestava
September 1943
- 127. strelska brigada
- 144. strelska brigada
- 151. strelska brigada

## Poveljniki
- Generalmajor Sergej Aleksejevič Knjazkov (1939 - 1940)
- Generalmajor Aleksander Ivanovič Pastrevič (1940 - 1941)
- Generalmajor Daniil Grigorevič Jegorov (1941 - 1942)
- Generalmajor Stepan Ivanovič Povetkin (1942 - 1943)
- Polkovnik Leonid Vasiljevič Jakovlev (september 1943 - april 1944)
- Generalmajor Vasilij Mitrofanovič Šatilov (maj 1944 - december 1946)